# ソリアナ

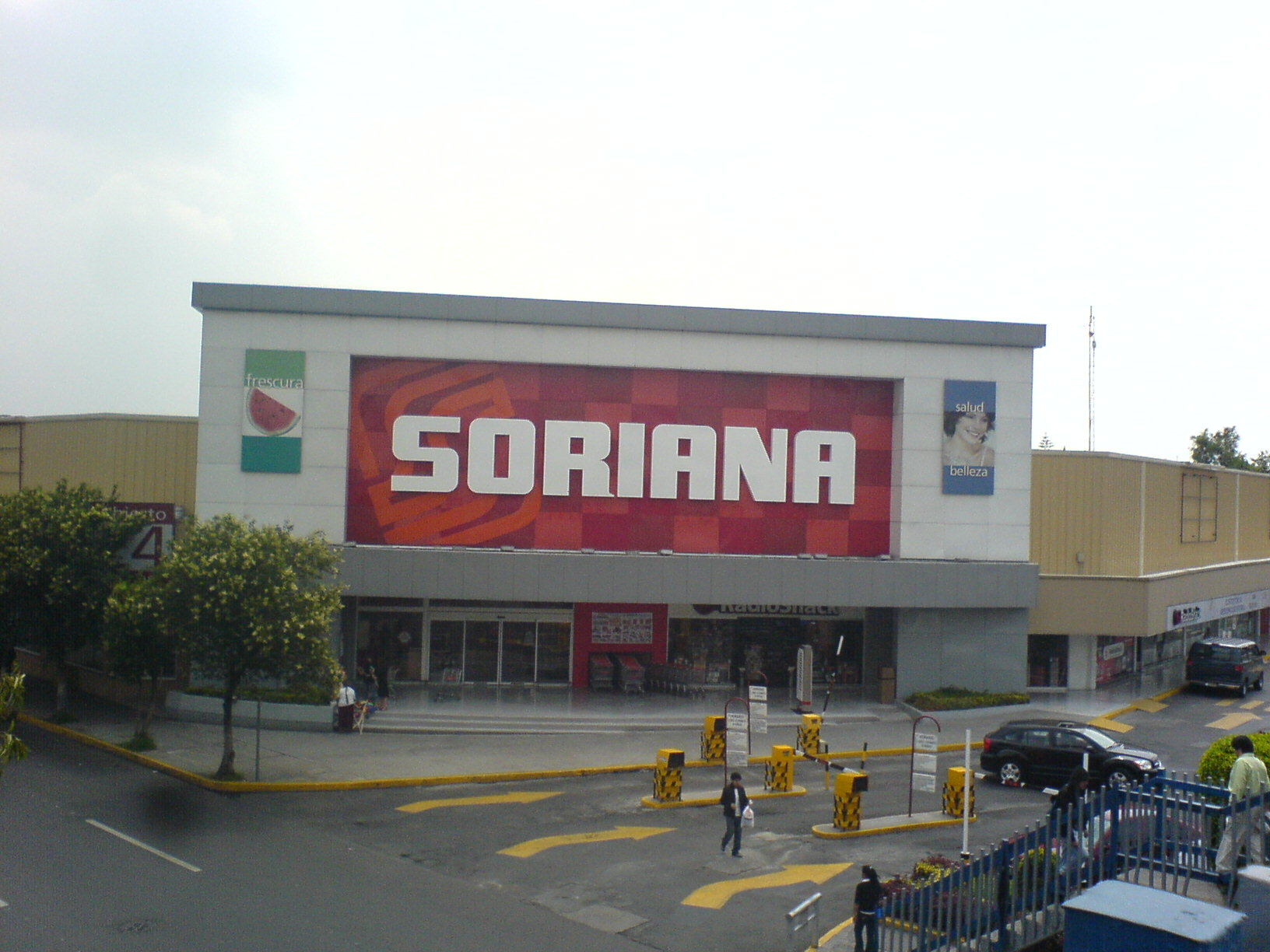
ソリアナの店舗

ソリアナ（SORIANA）は、メキシコのモンテレイに本部を置く大型スーパーマーケットチェーン。会社標語は、El precio más bajo garantizado.(The lowest price is guaranteed.)。

## 概要
1968年、スペイン人実業家、アルマンド・マルティン・ボルケとフランシスコ・マルティン・ボルケの兄弟によってメキシコ中北部の都市トレオンで創業され、ゴメスパラシオやサン・ホセ・デル・カーボ（San José del Cabo）など、85都市に204軒の店舗を持ち、メキシコ国内ではウォルマートと並ぶ知名度を誇る。
店内には海苔や醤油、寿司といった日本の食材も並び、日系人や赴任中の日本人が利用している。